# Gizela Šabóková
Gizela Šabóková (* 21. května 1952, Nové Zámky), je česká výtvarnice, pracující převážně se sklem, kovem a litinou. Ve skle jsou to pak zejména tavené objekty, stavované a malované vitráže. V neposlední řadě se věnuje práci do architektury a veřejného prostoru.

## Životopis
Mezi lety 1973–1979 vystudovala ateliér profesora Stanislava Libenského na pražské VŠUP. Kolem roku 1980 začala tvořit první ze skla stavované objekty, pak následovala série děl, která autorka nazvala Nohatky a později Pranohatky. Od přelomu milénia tvoří převážně velké, ze skla tavené a vysekávané figury a torza. Pracuje i nadále bez většího týmu, pouze s pomocí svého životního i profesního partnera, manžela Karla Bartoníčka.
V osmdesátých letech vytvořila nespočet prací do architektury, jako například 13 velkých vitráží pro zrekonstruovaný dům v Týnské ulici čp. 1, který patří do historického komplexu budov zvaného Ungelt v Praze (spolupráce s arch. Jaroslavem Benešem). Nejvíce prací v této době zrealizovali v tandemu s kolegou Jaromírem Rybákem. Jejich práce byly úspěšné i přes svoji politickou neangažovanost a také díky tomu přežily i do dnešních dnů. Za zmínku stojí například čelní okna do Poslanecké sněmovny Parlamentu České republiky.
Je zastoupena v mnoha domácích i zahraničních sbírkách, jak veřejných, tak soukromých. Její práce jsou v trvalých expozicích významných českých i zahraničních muzeí, například také v Musée des arts décoratifs v Louvre. Za svůj profesní život získala několik ocenění. V roce 2000 obdržela hlavní cenu celosvětového ocenění “Vessels” muzea v japonském Koganezaki.
Gizela Šabóková se pravidelně zúčastňuje veletrhů umění, například: Brafa Brussels, PAD Paris, Sofa Chicago a od roku 1985 bývá hostem na Mezinárodním sklářském sympoziu IGS v Novém Boru. Během posledního ročníku v roce 2021 představila sérii figurálních, sklářskými pudry dekorovaných foukaných váz.
Nezanedbatelnou činností Gizely Šabókové je i výuka v oboru ateliérového skla a malby na sklo. Od přelomu 80. a 90. let působila například v Pilchuck Glass School ve Washingtonu, Sheridan College v Torontu, v Centre del Vidre de Barcelona ve Španělsku, nebo v Atelier du Verre de Sars-Poteries ve Francii.